# Reino Unido en los Juegos Olímpicos de Pekín 2008
El Reino Unido estuvo representado en los Juegos Olímpicos de Pekín 2008 por un total de 304 deportistas que compitieron en 26 deportes.  
El portador de la bandera en la ceremonia de apertura fue el nadador Mark Foster.

## Medallistas
El equipo olímpico británico obtuvo las siguientes medallas:
| Nombre | Deporte               | Competición                 |
| --- | --------------------- | --------------------------- |
| Oro |                       |                             |
| Christine Ohuruogu | Atletismo             | 400 m F                     |
| James DeGale | Boxeo                 | Medio (75 kg) M             |
| Chris Hoy | Ciclismo en pista     | Velocidad ind. M            |
| Chris Hoy Jason Kenny Jamie Staff | Ciclismo en pista     | Velocidad por eqs. M        |
| Bradley Wiggins | Ciclismo en pista     | Persecución ind. M          |
| Chris Hoy | Ciclismo en pista     | Keirin M                    |
| Ed Clancy Paul Manning Geraint Thomas Bradley Wiggins                                                                                             | Ciclismo en pista     | Persecución por eqs. M      |
| Victoria Pendleton | Ciclismo en pista     | Velocidad ind. M            |
| Rebecca Romero | Ciclismo en pista     | Persecución ind. F          |
| Nicole Cooke | Ciclismo en ruta      | Ruta F                      |
| Rebecca Adlington | Natación              | 400 m libre F               |
| Rebecca Adlington | Natación              | 800 m libre F               |
| Tim Brabants | Piragüismo            | K1 1000 m M                 |
| Zachary Purchase Mark Hunter | Remo                  | Doble scull ligero (LM2x) M |
| Thomas James Stephen Williams Peter Reed Andrew Triggs Hodge                                                                                      | Remo                  | Cuatro sin timonel (M4-) M  |
| Sarah Ayton Sarah Webb Pippa Wilson | Vela                  | Yngling F                   |
| Ben Ainslie | Vela                  | Finn M                      |
| Paul Goodison | Vela                  | Laser M                     |
| Iain Percy Andrew Simpson | Vela                  | Star M                      |
| Plata |                       |                             |
| Germaine Mason | Atletismo             | Salto de altura M           |
| Phillips Idowu | Atletismo             | Triple salto M              |
| Jason Kenny | Ciclismo en pista     | Velocidad ind. M            |
| Ross Edgar | Ciclismo en pista     | Keirin M                    |
| Wendy Houvenaghel | Ciclismo en pista     | Persecución ind. F          |
| Emma Pooley | Ciclismo en ruta      | Contrarreloj F              |
| Keri-Anne Payne | Natación              | 10 km F                     |
| David Davies | Natación              | 10 km M                     |
| Heather Fell | Pentatlón moderno     | Individual F                |
| David Florence | Piragüismo en eslalon | C1 M                        |
| Annabel Vernon Deborah Flood Frances Houghton Katherine Grainger                                                                                  | Remo                  | Cuatro scull (W4x) F        |
| Alexander Partridge Thomas Stallard Thomas Lucy Richard Egington Joshua West Alastair Heathcote Matthew Langridge Colin Smith Acer Nethercott (t) | Remo                  | Ocho con timonel (M8+) M    |
| Jonathan Glanfield Nicholas Rogers | Vela                  | 470 M                       |
| Bronce |                       |                             |
| Andrew Steele Robert Tobin Michael Bingham Martyn Rooney                                                                                          | Atletismo             | 4 × 400 m M                 |
| Tasha Danvers | Atletismo             | 400 m con vallas F          |
| Goldie Sayers | Atletismo             | Jabalina F                  |
| Christine Ohuruogu Kelly Sotherton Marilyn Okoro Nicola Sanders                                                                                   | Atletismo             | 4 × 400 m F                 |
| Kelly Sotherton | Atletismo             | Heptatlón F                 |
| Tony Jeffries | Boxeo                 | Semipesado (81 kg) M        |
| David Price | Boxeo                 | Superpesado (+91 kg) M      |
| Chris Newton | Ciclismo en pista     | Carrera por puntos M        |
| Steven Burke | Ciclismo en pista     | Persecución ind. M          |
| Louis Smith | Gimnasia artística    | Caballo con arcos M         |
| Kristina Cook (Miners Frolic) | Hípica                | Concurso completo ind.      |
| Sharon Hunt (Tankers Town) Daisy Dick (Spring Along) William Fox-Pitt (Parkmore Ed) Kristina Cook (Miners Frolic) Mary King (Call Again Cavalier) | Hípica                | Concurso completo por eqs.  |
| Joanne Jackson | Natación              | 400 m libre F               |
| Cassie Patten | Natación              | 10 km F                     |
| Tim Brabants | Piragüismo            | K1 500 m M                  |
| Anna Bebington Elise Laverick | Remo                  | Doble scull (W2x) F         |
| Stephen Rowbotham Matthew Wells | Remo                  | Doble scull (M2x) M         |
| Sarah Stevenson | Taekwondo             | –67 kg F                    |
| Bryony Shaw | Vela                  | RS:X F                      |